# Oreotrochilus leucopleurus
Oreotrochilus leucopleurus е вид птица от семейство Колиброви (Trochilidae).

## Разпространение
Видът е разпространен в Аржентина, Боливия и Чили.